# Leptodactylus notoaktites
Leptodactylus notoaktites är en groddjursart som beskrevs av Heyer 1978. Leptodactylus notoaktites ingår i släktet Leptodactylus och familjen tandpaddor. IUCN kategoriserar arten globalt som livskraftig. Inga underarter finns listade i Catalogue of Life.